# Andørja
Andørja fue antiguamente un municipio del condado de Troms, en Noruega
Andørja se separó de Ibestad el 1 de julio de 1926. En ese tiempo, Andørja tenía una población de 1.420 habitantes. Andørja se fusionó de nuevo con Ibestad el 1 de enero de 1964 (junto con una pequeña parte de Skånland). Su población entonces era de 1.330. 
Andørja es también el nombre de una isla, cuyo nombre recibió el municipio. La isla pertenece actualmente al municipio de Ibestad, y ocupa un área de 135 km². El punto más alto es Langlitinden, a 1277 msnn. Constituye el punto más alto de la Noruega insular.
- Datos: Q528350